# Marco Solfrini
Marco Solfrini, né le 30 janvier 1958 à Brescia en Italie et mort le 24 mars 2018 à Parme (Italie), est un joueur italien de basket-ball, évoluant au poste d'ailier.

## Palmarès
- Finaliste des Jeux olympiques 1980
- Vainqueur de la coupe d'Europe des clubs champions 1984 (Virtus Rome)
- Vainqueur de la coupe Korać 1986 (Udine)
- Champion d'Italie 1983 (Virtus Rome)